# Renaldo Dixon
Renaldo Dixon (Toronto, 20 settembre 1990) è un cestista canadese.